# Massimo Bontempelli
Pour les articles homonymes, voir Bontempelli.
Œuvres principales
L'amante fedele
Massimo Bontempelli, né le 12 mai 1878 à Côme, en Lombardie et mort le 21 juillet 1960 à Rome, est un romancier, poète et auteur dramatique italien. Il est un représentant de la troisième génération de la Ligne lombarde.

## Biographie

### Années de formation
Massimo Bontempelli est le fils d'un père ingénieur à la compagnie nationale des chemins de fer italiens. Son travail amena sa famille à se déplacer souvent de ville en ville. Massimo Bontempelli étudie au lycée classique à Milan et obtient l'équivalent italien du baccalauréat (maturità) à Alessandria en 1897. Il entame ensuite ses études supérieures à la Faculté de lettres et de philosophie de Turin. Il passe une thèse de philosophie en 1902 sur le libre arbitre, et une autre en lettres classiques sur l'hendécasyllabe.

### Vie professionnelle et intellectuelle
Massimo Bontempelli est alors nommé professeur de collège et enseigne les lettres à Cherasco, puis à Ancône. À partir de 1904, il commence à publier poèmes et récits, et deux pièces de théâtre, œuvres qu'il reniera ensuite. En 1909, il épouse Amelia Della Pergola (1886-1977) dont il a une fille qui meurt presque aussitôt et un fils, prénommé également Massimo (1911-1962).
En 1910, il abandonne l'enseignement et s'installe à Florence, où il travaille comme journaliste pour divers quotidiens, ou hebdomadaires comme La Nazione ou Il Corriere della Sera. Il rédige des éditions scolaires et universitaires autour des classiques de la littérature italienne, et prend alors une part active à la vie littéraire de Florence d'où sortira son recueil d'articles, Polemica carducciana (1911), écrits dans les cercles liés à Giosuè Carducci, contre les thèses de Benedetto Croce. En 1912, il publie un recueil de nouvelles, I sette savi.
En 1917, il est enrôlé comme officier d'artillerie, et obtient plusieurs décorations durant la Première Guerre mondiale. Revenu à la vie civile en 1919, il publie des poésies, superficiellement influencées par le futurisme, Il purosangue (« le pur-sang ») et L'ubriaco (« l'aviné », seul recueil de poèmes qu'il ne reniera pas). Membre fondateur du Fascio Politico Futuristo de Milan, il publie son roman La Vie intense (1920) suivi de La Vie laborieuse en 1921.
En 1921 et 1922, il séjourne à Paris où il entre en contact avec les avant-gardes françaises qui détermineront L'Échiquier devant le miroir (1922) et Ève ultime (1923), très proches du Manifeste du surréalisme d'André Breton, qui allait paraître bientôt, en 1924). Il s'installe à Rome, noue amitié avec Luigi Pirandello qui le pousse à écrire pour le théâtre. En sortiront Nostra Dea (1925) et Minnie la candida (1927) que mettra en scène Pirandello lui-même.

### Revue900
En 1926, avec Curzio Malaparte, il fonda la revue 900, Cahiers d'Italie et d'Europe, dite Novecento, qui, dans une volonté d'affirmation de culture européenne, parut d'abord en langue française et dont le comité de rédaction était composé, entre autres, de Ramón Gómez de la Serna, Pierre Mac Orlan, Ilya Ehrenbourg ; Nino Frank en est le secrétaire de rédaction. En trois ans de vie à peine, la revue accueillera le dadaïste Georges Ribemont-Dessaignes et le surréaliste Philippe Soupault ; elle publie pour la première fois en Italie des extraits de Ulysse de James Joyce et de Mrs Dalloway de Virginia Woolf ; publie le portrait de George Grosz écrit par Ivan Goll, des inédits d'Anton Tchekhov et Journal posthume du vieillard Fedor Kouzmitch de Léon Tolstoï.
À partir du quatrième numéro, le régime lui impose de publier cette revue en italien, à quoi la revue ne survivra guère, puis cesse de paraître en juin 1929. C'est dans cette revue qu'il exposera ses conceptions du « réalisme magique », fondé sur la réalité de l'inconscient et du hasard, mais sans pour autant renoncer au contrôle de la raison : le rôle de l'artiste est de mettre à jour dans le quotidien des hommes et des choses la présence et le sens du magique. Dans cette veine, il publie La donna dei miei sogni e altre avventure moderne (1925), La Comédie de l’innocence. Fils de deux mères (1929) et La Vie et la Mort d’Adria et de ses enfants (1930), Dans la fournaise du temps (1937), et Giro del sole (1941),

### Vie politique
En 1928, Massimo Bontempelli devient secrétaire national du Syndicat fasciste des auteurs et écrivains, et fonde le premier ciné-club italien. En 1935, il édite une anthologie scolaire, OGGI, destinée aux élèves des collèges (scuola media inferiore), édition dirigée par Bontempelli pour la société Dante Alighieri – Albrighi & Segati, conformément aux préceptes du régime fasciste. Un espace important y sera accordé à l’exaltation du fascisme, aux discours du Duce, ainsi qu’aux commémorations de la Marche sur Rome. En compagnie de sa nouvelle femme, l'écrivain Paola Masino (1908-1989), il voyage souvent pour conférences et manifestations culturelles. Le 23 octobre 1930, il est élu à l'Académie italienne. Il vit alors à Paris, jusqu'en 1931, puis à Milan où il publie Mia vita, morte e miracoli et La Famille du forgeron Il s'éloigne progressivement du fascisme, en particulier au moment des lois raciales quand, en 1938, il refuse de succéder à l'illustre Attilio Momigliano (1883-1952), à la chaire de littérature italienne à l'université de Florence, car Momigliano qui l'occupait a été demis de ses fonctions pour des raisons raciales.
Exclu du Parti national fasciste, il s'installe à Venise, et se rapproche de la gauche communiste. Après la guerre il retourne à Milan et, en 1948, il est élu sénateur sur une liste de Front populaire, mais la loi invalide son élection, à cause de son passé éditorial au service de l'école fasciste.
En 1951, installé définitivement à Rome, il publie son dernier récit, Idoli, sur le journal communiste italien L'Unità. En 1953, il obtient le prix Strega avec son dernier livre, L'amante fedele, un recueil de nouvelles, écrites depuis longtemps. Puis, terrassé durant quelques années par la maladie, il meurt à Rome le 21 juillet 1960.

## Distinctions
En 1953, Massimo Bontempelli obtient le prix Strega pour L'amante fedele, publié par Mondadori.

## Œuvre traduite en français
Sont données ici les dernières (qui sont parfois les premières) traductions françaises. Quelques titres sont épuisés aujourd'hui.
- La Vie intense. Roman des romans (La vita intensa. Romanzo dei romanzi, 1920) traduit par Maurice Darmon, L'Arpenteur/Gallimard, 1990.
- La Vie laborieuse. Aventures de 1919 à Milan (La vita operosa. Nuovi racconti d’avventure, 1921), traduit par François Bouchard, Christian Bourgois, 1990.
- L'Échiquier devant le miroir (La scacchiera davanti allo specchio, 1922), traduit par Jean-Baptiste Para, L'Arpenteur/Gallimard, 1990.
- La Comédie de l’innocence. Fils de deux mères (Il figlio di due madri, 1929), traduction d’Emmanuel Audisio, revue par Alain Grunenwald, Élocoquent, 1992.
- Ève ultime suivi de Ma vie, mort et miracles (Eva ultima, 1923 ; Mia vita, morte e miracoli, 1931), traduit par François Bouchard, Christian Bourgois, 1992.
- La Vie et la Mort d’Adria et de ses enfants (Vita e morte di Adria e dei suoi figli, 1930), traduit par la baronne d’Orchamps, Albin Michel, 1932.
- La Famille du forgeron (La famiglia del fabbro, 1932), traduit par François Bouchard, Climats, 1992.
- Dans la fournaise du temps (Gente nel tempo, 1937), traduit par Maurice Darmon, L'Arpenteur/Gallimard, 1991.

## Adaptation cinématographique
Le film Comédie de l'innocence de Raoul Ruiz est adapté de son roman La Comédie de l’innocence. Fils de deux mères.